# AMIC
aMIC a fost un microcalculator personal românesc, produs ca model de laborator la Catedra de Calculatoare din Institutul Politehnic București (IPB) de o echipă formată din profesorii Adrian Petrescu și Francisc Iacob, și introdus în fabricația de serie la Fabrica de Memorii din Timișoara, în perioada 1983 - 1984.
Între anii 1982 - 1983, echipa de la Catedra de Calculatoare din IPB a experimentat mai multe variante ale acestui microcalculator, folosind procesoarele 8080, Z80 și circuitele aferente acestora.
Microcalculatorul aMIC a făcut parte din categoria calculatoarelor personale destinate acoperirii unei largi game de aplicații, în condițiile unor performanțe ridicate (pentru perioada respectivă) și al unui cost relativ scăzut. Produs în numeroase exemplare, aMIC a fost utilizat în cercetare, învățământ și o serie de aplicații industriale.
La proiectarea și realizarea sa tehnologică s-au avut în vedere folosirea cu precădere a circuitelor integrate produse în România și a unor echipamente periferice din gama bunurilor de larg consum: televizoarele alb/negru și casetofoanele. De asemenea, s-a urmărit ca acest produs să reprezinte un sistem deschis, din punctul de vedere al hardware-lui, software-lui și al aplicațiilor. Această abordare a permis cuplarea unor periferice destinate creșterii performanțelor și lărgirii gamei aplicațiilor: imprimantă (model MIM40 Electromureș), modem, înregistrator X-Y (un fel de imprimantă grafică), cuplor de proces, etc. Dezvoltările software au avut în vedere extinderea și perfecționarea monitoarelor, asambloarelor, interpretoarelor și compilatoarelor de limbaje de nivel înalt deja existente pentru calculatoarele precedente.

## Hardware
Sistemul aMIC se baza pe o magistrală, formată din linii de date, adrese, comenzi și alimentare. Aceste linii erau disponibile la un conector extern, cu 50 de contacte, ceea ce oferea posibilitatea cuplării unor periferice evoluate, cu acces direct la memorie (de exemplu unitatea de disc flexibil), sau a unor periferice nestandard. Magistrala asigura legătura între unitatea centrală de prelucrare, memoriile EPROM/RAM, interfețele paralele programabile, interfața serială programabilă (cu circuite 8251, capabilă să transfere date cu viteza de 300/600/1200 baud) și cuplorul TV. Mai existau două conectoare periferice cu 25 de contacte.

### Procesor
Unitatea centrală de prelucrare se bazează pe microprocesorul Z80, care operează la o frecvență de 2,5 MHz. Procesorul Intel 8080 a fost folosit numai în cadrul experimentelor de laborator.

### Memorie
Memoria EPROM, care conține, în funcție de versiune, monitorul și interpretorul limbajului BASIC sau monitorul, asamblorul și editorul de texte, are o capacitate de 16 ko și folosește circuitele 2716. Memoria RAM, destinată aplicațiilor utilizator, este construită cu circuite dinamice 4116 și asigură o capacitate maximă de 48 ko, din care 8 ko sunt folosiți pentru memoria grafică.

Cablajul plăcii de bază a calculatorului aMIC, desenat cu ajutorul calculatorului Independent

### Periferice
Interfața paralelă programabilă, opțională, este realizată cu circuitul 8255. Ea se utilizează pentru cuplarea unor echipamente convenționale sau a unor echipamente nestandard. Dintre acestea se pot aminti convertoarele analog-digitale și digital-analogice, joystick-ul, imprimanta, diverse contacte, LED-uri, etc. Trebuie, de asemenea, menționată prezența unui circuit 8255, care este folosit pentru cuplarea tastaturii, difuzorului și a casetofonului.
Interfața serială programabilă este opțională și este realizată cu circuitul 8251. Această interfață se utilizează pentru conectarea unor echipamente cu transmisie serială: terminal de afișare, modem, TTY, eventual un alt calculator prevăzut cu interfață serială. Cuplorul TV asigură generarea semnalului video complex, modulat, folosind conținutul memoriei de ecran, cu o capacitate de 8 ko, memorie care face parte din memoria RAM a sistemului.
Tastatura este ultraplată, elastică, cu difuzor și dispune de 59 de taste cu organizare QWERTY, pentru tastele alfanumerice. A fost avut în vedere un set de 16 caractere semigrafice, care se pot afișa în video-normal sau video-invers, ca și celelalte caractere alfanumerice. Trecerea la afișarea în video-invers se realizează prin apăsarea simultană a tastelor CTRL și E. Tasta specială RESET generează condiția de inițializare a sistemului, trecerea sub controlul programului de sistem numit „monitor” și afișarea în video-normal. Tasta INT permite generarea unor întreruperi de la tastatură, care pot fi tratate prin programe speciale.

### Afișare
Afișarea informației alfanumerice, semigrafice și grafice se realizează cu ajutorul unui televizor obișnuit alb/negru. Pentru reprezentări grafice rezoluția ecranului este de 256 × 256 de pixeli. În regim alfanumeric se afișează 32 de rânduri a câte 30 de caractere pe rând. Generatorul de caractere programat permite afișarea setului standard de 64 caractere ASCII și a setului de caractere semigrafice menționat mai sus. Setul de caractere poate fi modificat în funcție de necesități.
Cuplarea televizorului la calculator se efectuează cu ajutorul unui cablu coaxial, prin intrarea de antenă, modulatorul fiind acordat în banda III VHF, canalele 6-12.

## Software

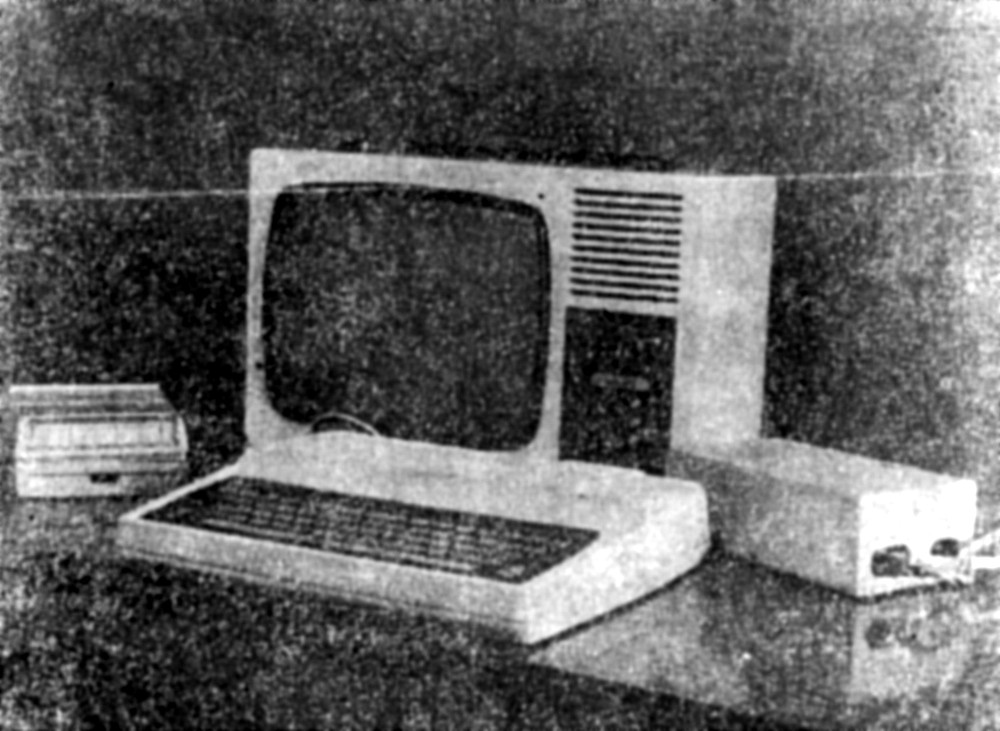
aMIC - configurația completă

Stocarea programelor elaborate în cod mașină, limbaj de asamblare sau BASIC se face pe casetă magnetică obișnuită, folosind un casetofon comercial. Viteza de transfer al informației este de circa 1600 bauds (ceea ce în cazul acesta este echivalent cu 1,6 Kbps), ceea ce permitea încărcarea sau stocarea unor programe într-un interval de timp relativ scurt față de calculatoarele românești precedente.
Software-ul de bază conține: monitoare, un asamblor și un interpretor BASIC. Spre deosebire de alte sisteme de calcul din această categorie, la care utilizatorul operează cu „o mașină BASIC”, microsistemul aMIC dispune de un Monitor, rezident în memoria EPROM, care realizează interpretarea și execuția comenzilor introduse de la tastatură.
Monitorul este constituit dintr-o colecție de rutine care pot fi apelate atât de la tastatură, cât și de programele scrise de către utilizator. Intrarea în Monitor se realizează automat, la aplicarea tensiunii de alimentare sau pe parcursul utilizării calculatorului, acționând tasta RESET.
Au fost elaborate mai multe versiuni ale Monitorului aMIC, care oferă facilități diferite. Versiunea restrânsă V0.1 ocupa 2 ko de memorie și avea urmatoarele comenzi:
- D - afișarea pe ecran a conținutului unei zone de memorie;
- F - încărcarea unei zone de memorie cu o constantă;
- M - deplasarea conținutului unei zone de memorie în altă zonă de memorie;
- C - modificarea registrelor interne;
- X - afișarea registrelor interne;
- S - afișarea și modificarea conținuturilor unor locații de memorie;
- G - lansarea în execuție a unui program obiect aflat în memorie;
- K - salvarea pe suport magnetic a unui fișier din memorie;
- L - încărcarea în memorie a unui fisier aflat pe suport magnetic;
- B - lansarea în execuție a interpretorului limbajului BASIC.

Comenzile de mai sus asigură introducerea unor programe în cod obiect, depanarea lor și lansarea în execuție. În acest mod puteau fi controlate eficient toate resursele calculatorului în scopul depanării și elaborării unor aplicații extrem de performante.
Monitoarele V02 (2,5 ko de memorie), MATE (6 ko de memorie), Z80-V0.0 și DEST oferă o serie facilități suplimentare privind asamblarea și depanarea programelor scrise în limbaj de asamblare.
Interpretorul pentru limbajul BASIC a fost elaborat la rândul său în mai multe versiuni, având în vedere seturile de instrucțiuni implementate. Varianta finală conține, pe lângă instrucțiunile BASIC standard și instrucțiuni pentru manipularea matricelor, prelucrări grafice și operația CALL.
Mai puțin răspândită, dar tot atât de interesantă, completă și de bine implementată a fost și o versiune de sistem FORTH - pe așa numitele calculatoare aMic-FORTH.